# Agrypnia excitata
Agrypnia (griech. für Schlaflosigkeit) excitata (lat. für erregt) ist ein Begriff aus der Schlafforschung. Er wird als Oberbegriff für Erkrankungen, im Rahmen derer bei den betroffenen Patienten Stufe 3 und 4 des Non-REM-Schlafes nicht auftreten, verwendet. Insbesondere zählen dazu die Tödliche familiäre Schlaflosigkeit, das Morvan-Syndrom und das Delirium tremens. Typischerweise tritt begleitend in allen Fällen ein abnormer REM-Schlaf auf.
Die Ursache für das Fehlen der Stufen 3 und 4 des Non-REM-Schlafes sind unterschiedlich:
- Im Falle der Tödlichen familiären Schlaflosigkeit ist ein Ungleichgewicht zwischen Aktivierung und Deaktivierung von Strukturen im limbischen System durch Atrophie der mediodorsalen und anteroventralen Thalamus-Kerne ursächlich.
- Bei Morvan-Syndrom und Delirium tremens wird ein funktionelles Ungleichgewicht in den Regelkreisen zwischen Thalamus und limbischen System verantwortlich gemacht. Ursächlich werden hier die direkte Wirkung des Alkohols bei langfristigem Konsum bzw. die Bildung von Antikörpern angenommen.[1]

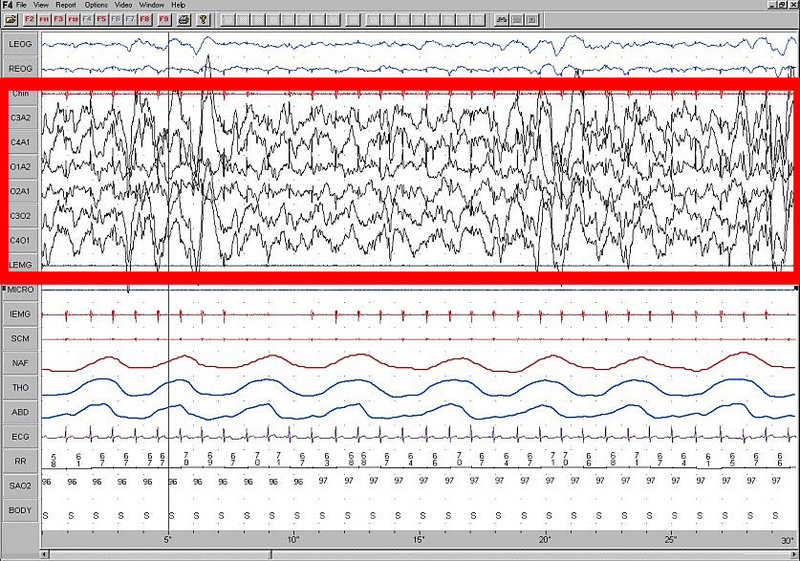
Normales EEG in bei der Agrypnia Excitata betroffenen Stufen des NREM-Schlafes. Die rot umrandeten Bereich dargestellten Deltawellen treten dann nicht auf.

Medizintheoretisch führt das Konzept der Agrypnia excitata letztlich auch dazu, dass nicht von zwei, sondern von drei voneinander unabhängigen Schlafphasen auszugehen ist.